# ون جون‌هوی
وِن جون‌هوی (انگلیسی: Wen Junhui؛ چینی: 文俊辉؛ کره‌ای: 문준휘؛ زادهٔ ۱۰ ژوئن ۱۹۹۶)، که به‌طور حرفه‌ای با نام جون (준) شناخته می‌شود، خواننده، رپر، رقصنده، بازیگر، مدل و ترانه‌سرای اهل چین و ساکن در کره جنوبی است. او یکی از اعضای گروه پسرانهٔ کره‌ای سونتین و در «زیرمجموعهٔ اجرا» است.
قبل از آغاز فعالیت به عنوان عضوی از گروه سونتین، جون یک بازیگر کودک بود که در فیلم‌های مختلفی از جمله The Pye Dog (۲۰۰۶) که به خاطر آن برندهٔ جایزهٔ نقرهٔ بهترین بازیگر تازه‌کار مرد در انجمن کارگردانان فیلم هنگ کنگ شد و افسانه متولد می‌شود: ایپ من (۲۰۱۰) بازی کرده‌است.